# Scleroprocta latiprocta
Scleroprocta latiprocta är en tvåvingeart som beskrevs av Evgenyi Nikolayevich Savchenko 1973. Scleroprocta latiprocta ingår i släktet Scleroprocta och familjen småharkrankar. Inga underarter finns listade i Catalogue of Life.